# Maria Briwolski
Maria Johanna Briwolski, död efter 1782, var en svensk (ursprungligen tysk) tandläkare.  Hon kan betraktas som den första kvinna med tillstånd att praktisera tandvård i Sverige, men huruvida hon ska betraktas som en tandläkare i modern mening är oklart. 
Maria Briwolski uppges ha varit från Dresden i Tyskland.  Hon fick år 1782 tillstånd av Collegium Medicum eller Kungl. Maj:t. "Chirurgiska societeten" för att praktisera i Sverige.  
Vid denna tid var tandläkaryrket inte helt formaliserat i Sverige, frånsett att det sedan 1663 krävdes tillstånd att praktisera det och att de var förbjudna att praktisera andra former av sjukvård. Tillstånd att utöva yrket utfärdades till personer av olika bakgrund, så som kirurger, kvacksalvare, barberare och badare, som kallade sig "tand-doctorer", "dentiste", "tand-läkare" eller "tand-konstnärer". Maria Briwolski kallade sig "tandkonst-mästerska".  
Briwolski, liksom andra tandläkare under denna tid, ägnade sig också illegalt åt annan sjukvård och annonserade flera decennier senare om behandlingar mot "sommar-fläckar", en "hufwudstärkande örte-påse", ett "arcanum" (hemligt medel) mot bråck och kroppsskador, liksom hjälp med "Fruentimmers omständigheter". 
Hon biograferades av John Wessler i Gamla papper från tandläkekonstens barndom i Sverige 1901 tillsammans med övriga pionjärtandläkare i Sverige, som Joel Assur.